# 1042

## Evenimente
- 8 iunie: Eduard devine regele Angliei (1042-1066)

### Nedatate
- Este sfințită Catedralei Westminster (Westminster Abbey) din Londra (finalizată în 1517).
- George Maniaces, general bizantin, se revoltă împotriva lui Constantin Monomahul.
- Împărăteasa Zoe se căsătorește cu Constantin Monomahul.

## Nașteri
- Papa Urban al II-lea (n. Otho de Lagery), (d. 1099)

## Decese
- 8 iunie: Hardeknud, rege al Danemarcei (1035-1042) și rege al Angliei (1040-1042),  (n. 1018)
- 24 august: Mihail al V-lea Călăfătuitorul, împărat bizantin (n. 1015)